# Monument aux morts de Galan
Le monument aux morts de Galan (Hautes-Pyrénées, France) est consacré aux soldats de la commune morts lors des conflits du XXe siècle.

## Historique
Le 27 juillet 1919, le maire Louis Castets, décide  la création et la mise en place d’un monument dédié à la mémoire des enfants de Galan morts durant la Grande Guerre. Un comité est constitué pour recueillir des fonds et présenter un projet.
Le 15 février 1920, le sculpteur toulousain Georges Vivent, présente une maquette dont le devis s’élève à 16 000 francs (16 000 € de 2021), et le 23 mai 1920 le monument est commandé à l’artiste pour réalisation.
Les élus municipaux décident d’ériger le monument sur la "place des Marronniers" devant l’église Saint-Julien et en bordure de la route départementale D 939.
L'inauguration du monument a lieu lors de la Toussaint de 1921. Ainsi, deux ans à peine après la fin officielle, en 1919, de la Première Guerre mondiale, la commune possédait son monument aux morts. Elle compte certainement parmi les premières, en France, qui ont ainsi honoré les victimes de la guerre.

## Description
Le monument, se compose d'un piédestal sur lequel se dressent trois personnages. Une femme, la tête ceinte d'une couronne de lauriers qui représente sans doute la Victoire. Elle tient dans sa main droite une couronne de lauriers destinée au héros, le poilu mourant qui tente de saisir le  drapeau signe de la mort prochaine du soldat, et tenu fermement par un compagnon d'armes.
43  noms, classés par année de décès, sont gravés sur deux  plaques en marbre au titre de la guerre 14-18. Une troisième plaque, portant les noms de deux déportés morts en Allemagne, a été fixée sous les statues, au mois de mai 2015.

## Galerie

Sélection de vues du monument aux morts municipal.
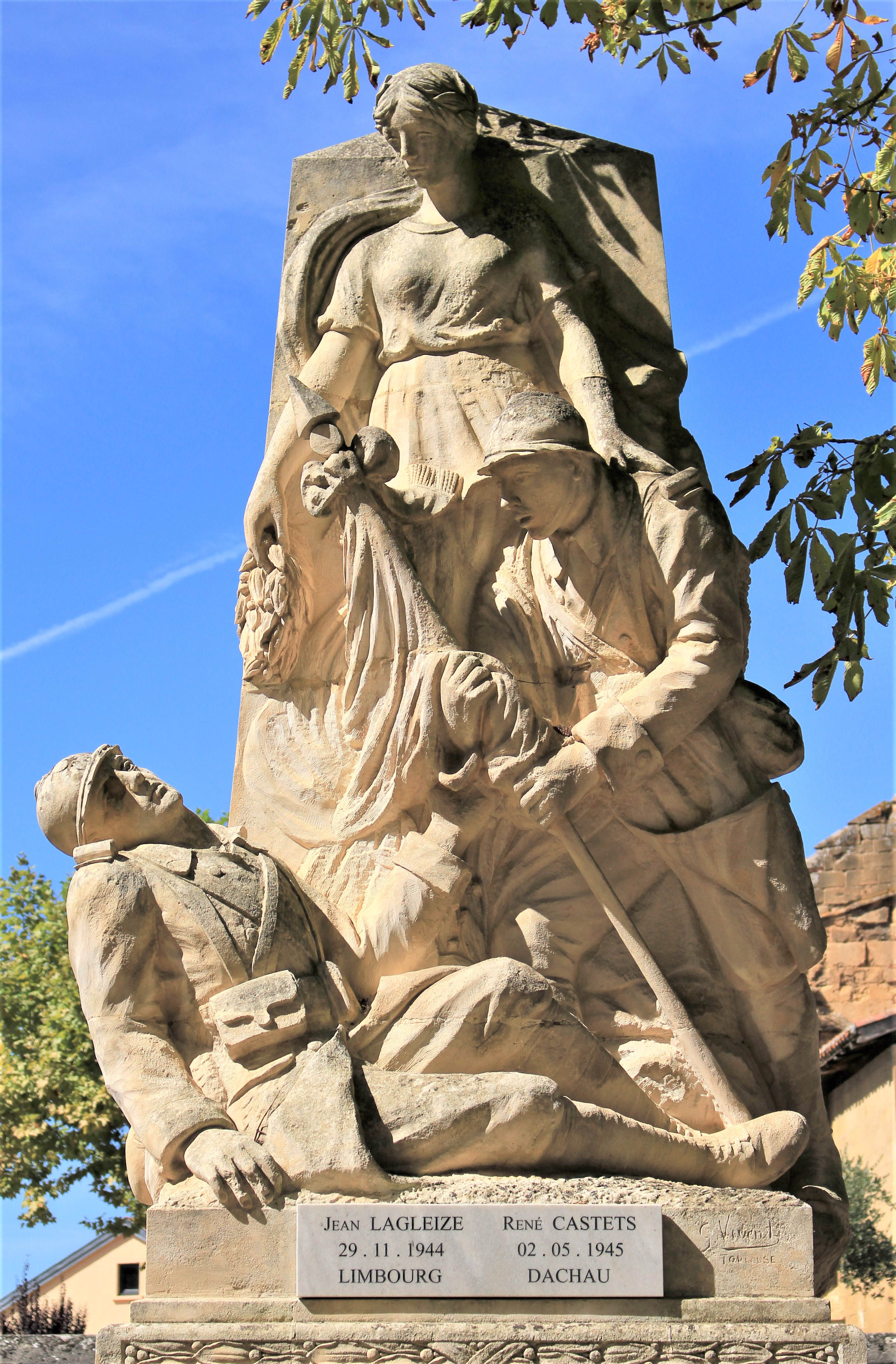
Les personnages.
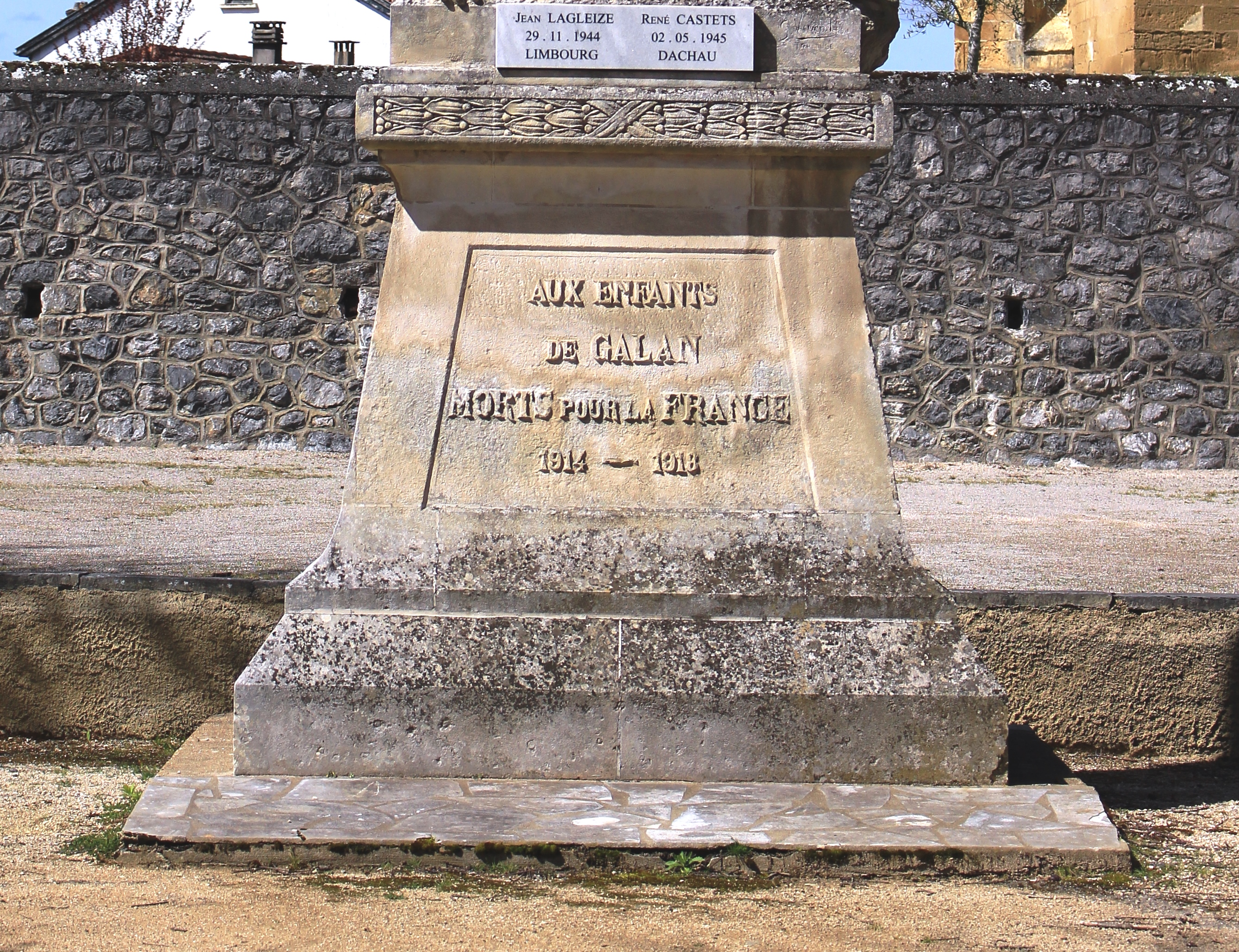
Le piédestal.
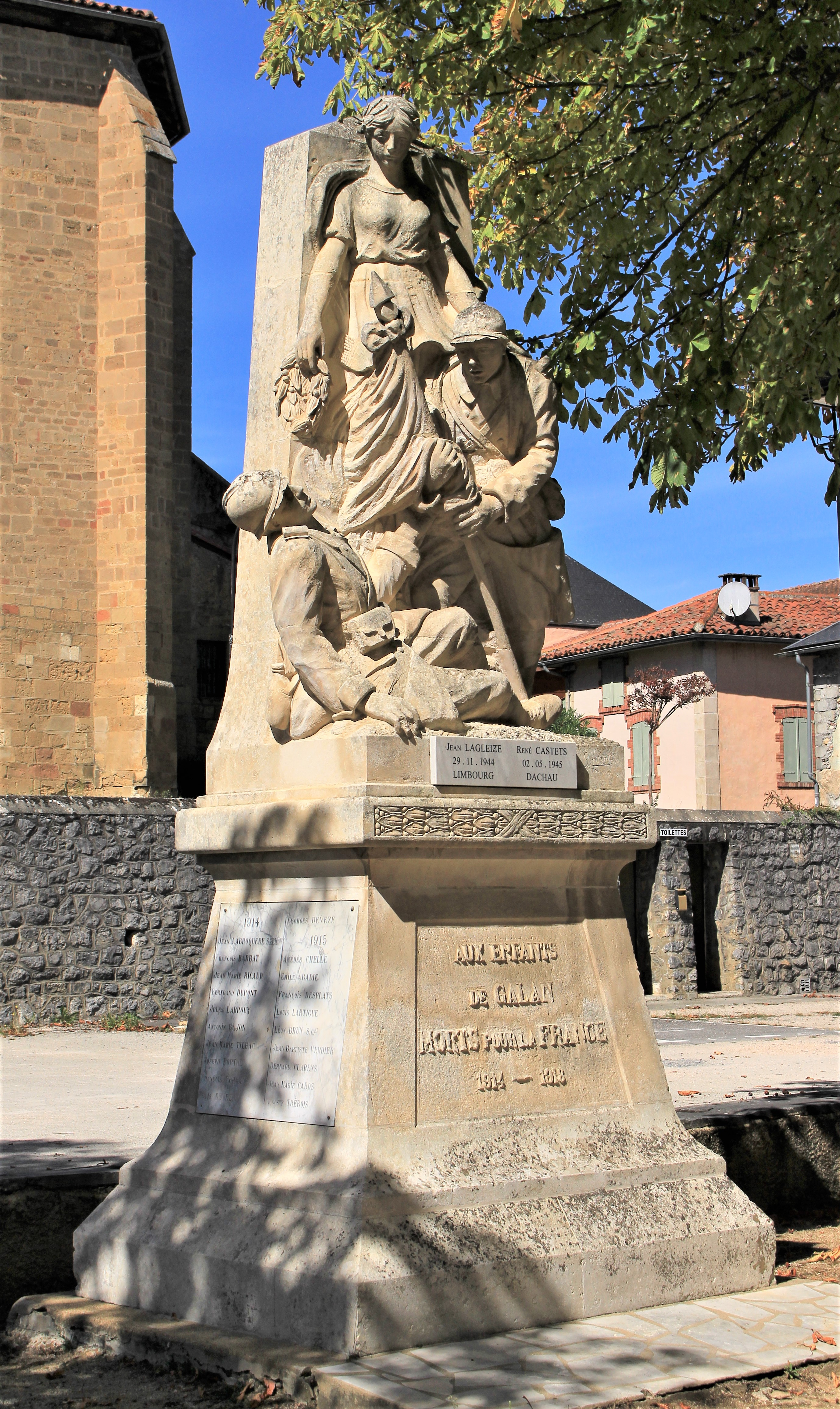